# Torrent de Mas Moió
El Torrent de Mas Moió és un corrent fluvial de l'Alt Penedès, que neix al Serral de Santsuies, al terme municipal de Font-rubí i baixa en direcció sud-est fins a desembocar a la riera de Vilobí a cota 310.